# Distichogorgia sconsa
Distichogorgia sconsa is een zachte koraalsoort uit de familie Chrysogorgiidae. De koraalsoort komt uit het geslacht Distichogorgia. Distichogorgia sconsa werd in 1979 voor het eerst wetenschappelijk beschreven door Bayer.